# Управление кадров ВВС Израиля
Управление кадров ВВС Израиля (ивр. להק כוח האדם‎, сокращенно : ивр. לכ"א‎ ЛАКА) — основное подразделение штаба военно-воздушных сил Израиля .
Управление отвечает за управление, развитие и воспитание кадров в ВВС. Глава управления — офицер в звании бригадного генерала («тат-алуф»).
Нынешним главой Управления кадров ВВС является бригадный генерал Юваль Харель.

## История
Управление было создано в начале 1970-х годов в рамках реорганизации под руководством командующего ВВС генерал-майора Бени Пеледа как реинкарнация Отдела кадров во главе с офицером в звании полковника («алуф-мишне»). В течение многих лет должность начальника управления кадров была самой старшей штабной должностью, до которой могли дойти лётчики, не служившие летчиками-истребителями (которые могли продвигаться до должности начальника Управления воздушных сил, начальника штаба или командира ВВС). Например, первый начальник Управления кадров, Ишаяху Лазерсон, был воздушным пулеметчиком, Ицхак Амитай, который был офицером систем вооружения, Амир Хаскель, который был пилотом транспорта, и Дани Ганот, который тоже был пилотом транспорта.

## Структура
Главными подразделениями управления кадров ВВС являются:
- Департамент рабочей силы, планирования и ресурсов
- Департамент кадров
- Департамент деталей кадров
- Военно-медицинский офицерский департамент
- Военный социолог
- Военный раввинат
- Омбудсмен (юрисконсульт ВВС)

## Начальники управления
| #  | Имя             | Срок полномочий | Примечание                                                           |
| -- | --------------- | --------------- | -------------------------------------------------------------------- |
| 1  | Ишаяху Лазерсон | 1971 — 1975     |                                                                      |
| 2  | Ури Тельмор     | 1975 — 1979     |                                                                      |
| 3  | Цви Гов-Ари     | 1979 — 1981     | В дальнейшем посол Израиля в Южно-Африканской Республике и мэр Явне. |
| 4  | Яаков Тернер    | 1981 — 1985     | В дальнейшем комиссар полиции и мэр Беэр-Шевы.                       |
| 5  | Моше Мораг      | 1985 — 1990     |                                                                      |
| 6  | Ави Арох        | 1990 — 1992     |                                                                      |
| 7  | Йоэль Фельдшу   | 1992 — 1994     |                                                                      |
| 8  | Ицхак Амитай    | 1994 — 1997     |                                                                      |
| 9  | Гиль Регев      | 1997 — 1999     | В дальнейшем начальник управления кадров Генштаба                    |
| 10 | Амир Хаскель    | 1999 — 2002     |                                                                      |
| 11 | Раз Гур Арье    | 2002 — 2004     |                                                                      |
| 12 | Дани Ганот      | 2004 — 2007     |                                                                      |
| 13 | Рами Бен-Эфраим | 2007 — 2010     |                                                                      |
| 14 | Илан Богер      | 2010 — 2013     |                                                                      |
| 15 | Давид Барки     | 2013 — 2016     |                                                                      |
| 16 | Натан Исраэли   | 2016 — 2019     |                                                                      |
| 17 | Итамар Райхель  | 2019 — 2022     |                                                                      |
| 18 | Юваль Харель    | 2022 — н.в.     |                                                                      |